# Davey Street (Hobart)
Die Davey Street ist eine der Hauptstraßen in der Innenstadt von Hobart, der Hauptstadt des australischen Bundesstaates Tasmanien. Sie verbindet die Innenstadt mit dem Southern Outlet (A6), einer Stadtautobahn in Richtung Süden, und der Huon Road (B64), einer Fernstraße Richtung Huonville. Wie ihre Parallelstraße, die Macquarie Street, ist sie eine Einbahnstraße, und zwar in Richtung stadtauswärts. Wie die Collins Street ist sie nach einem früheren Gouverneur benannt: Colonel Thomas („Mad Tom“) Davey war der zweite Gouverneur von Tasmanien (1810–1817).
Sie beginnt in der Nähe des historischen Royal Engineers Building, wo sie mit ihrem Pendant Macquarie Street, dem Eastern Outlet (A3) und dem Brooker Highway (N1) verbunden ist. Die Straße besitzt auf fast ihrer gesamten Länge vier Fahrspuren.
Wenig bekannt – sogar in Hobart selbst – ist die Tatsache, dass die Davey Street auf enteignetem Land am Rande des Hafens erbaut wurde.
Die Davey Street grenzt an zwei der größten Stadtparks von Hobart, den Franklin Square und den St. David’s Park. Bekannte Gebäude in dieser Straße sind das Executive Building, in dem das Department of Premier and Cabinet untergebracht ist, das Hotel Grand Chancellor mit der Federation Concert Hall, der Hobart Real Tennis Club und das frühere Telstra-Gebäude (heute ein Appartementhaus).
2004 entstand ZeroDavey, ein viel diskutiertes Gebäude, an der Ecke Davey Street – Hunter Street. Es verärgerte die Anwohner, die es mit der Rückseite eines Kühlschrankes verglichen, weil seine oberen Stockwerke entgegen dem Rat örtlicher Architekten und im Widerspruch zu den Bauvorschriften über die historischen Gebäude an der Hunter Street hinausragen.

## Trivia
Die Davey Street kommt in der australischen Version des Spiels Monopoly vor.